# تنورة موسعة
التنورة المُوَسَّعة أو التنورة المنفوخة (بالفرنسية: Pannier)‏ هي تنورة مطوقة كانت تلبس كنوع من الملابس الداخلية النسائية تحت التنانير في أوروبا في القرنين السابع عشر والثامن عشر. ما يميز التنورة الموسعة هو ارتفاع التنورة عن الأرض وتعريضها عند الأرداف بشكل يسمح بتطريز وزخرفة مقدمة الثياب الخارجية.

## معرض صور

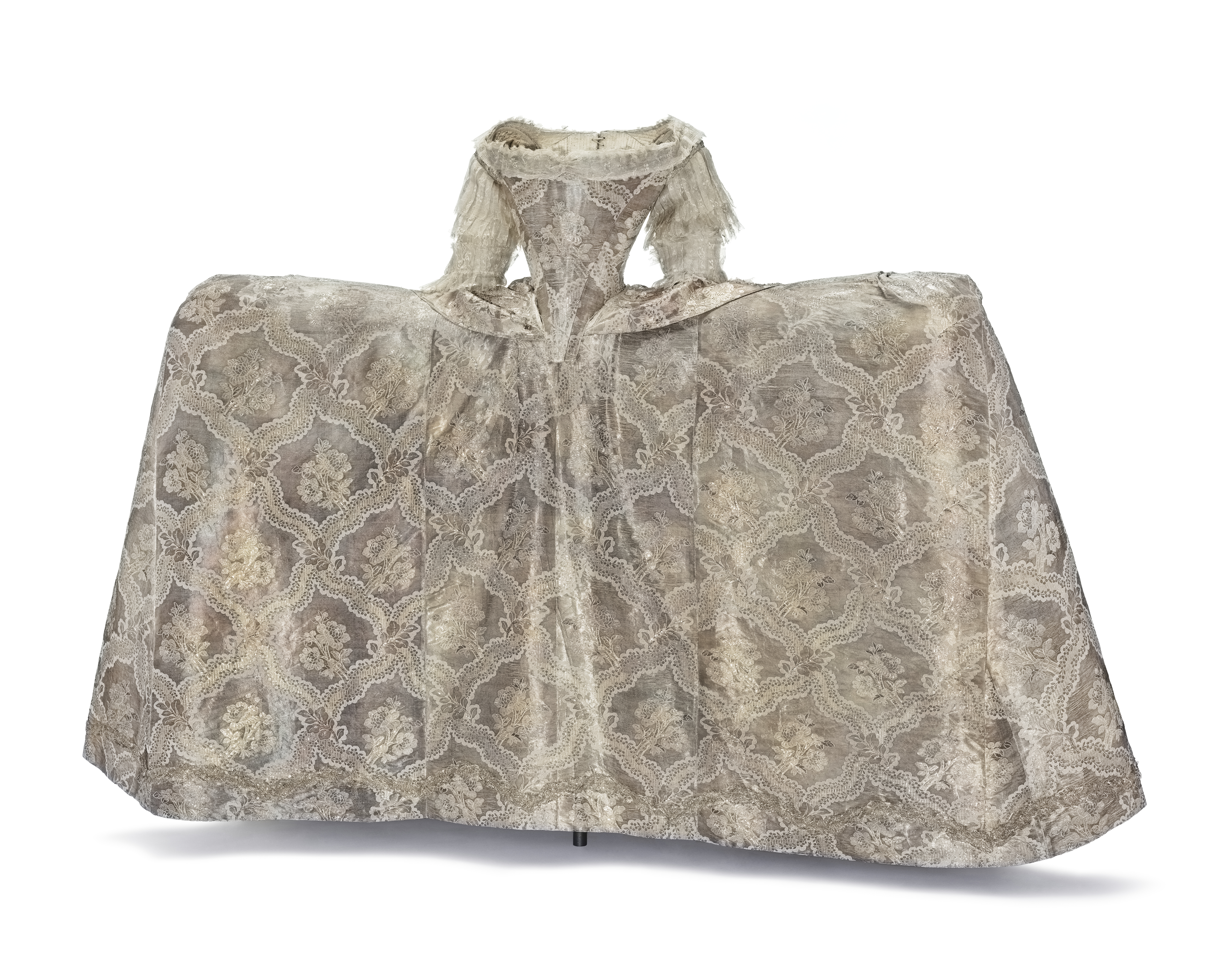
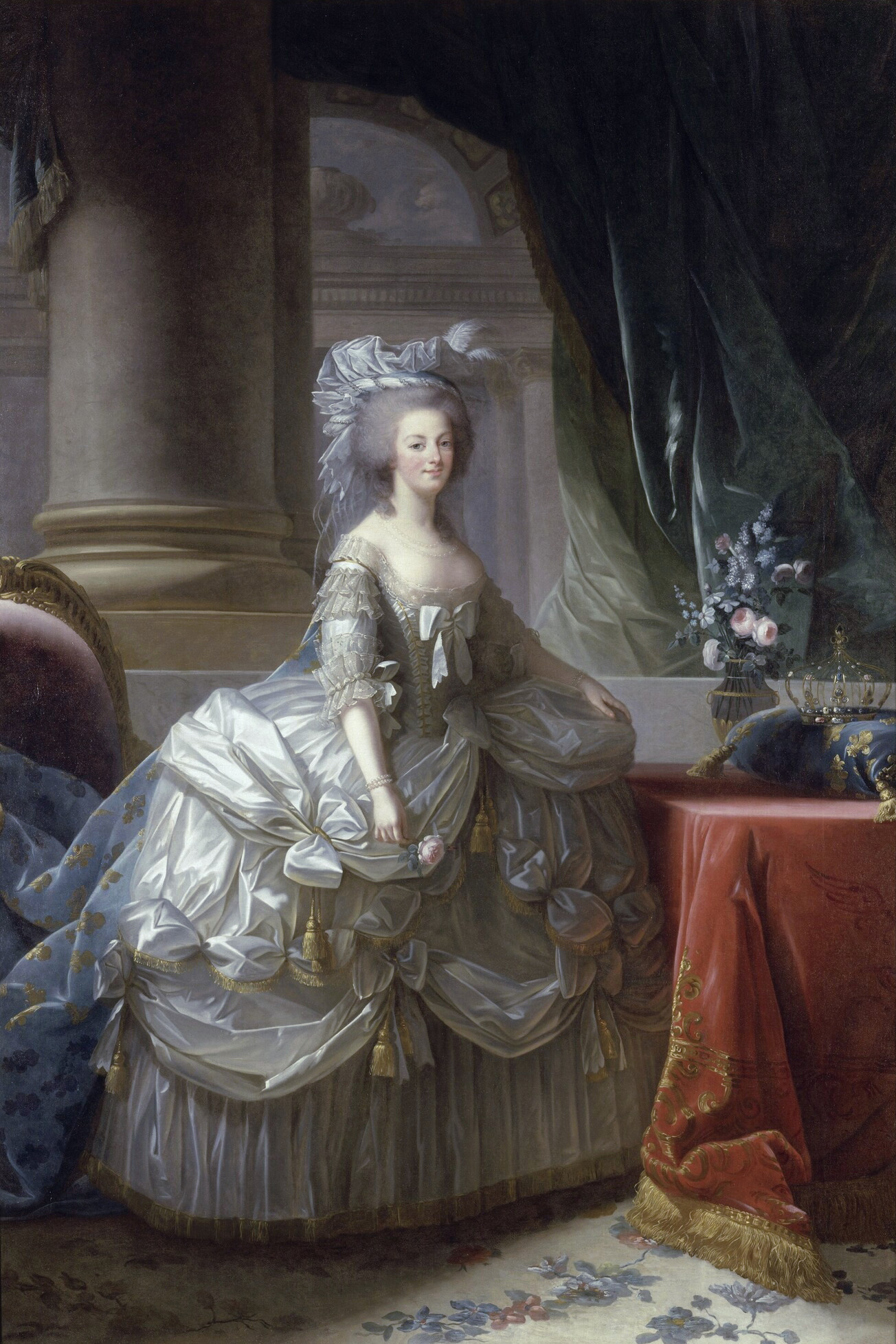
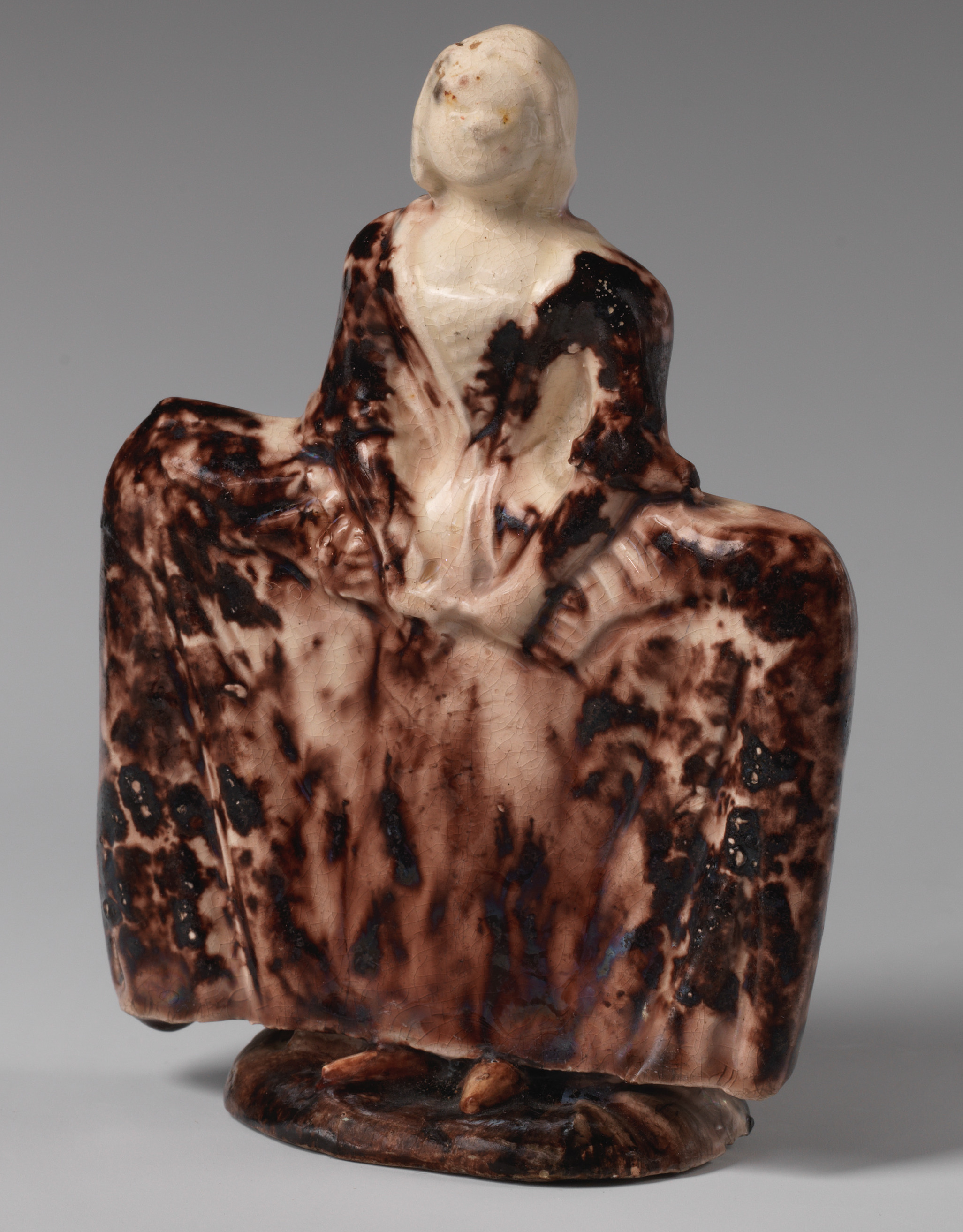
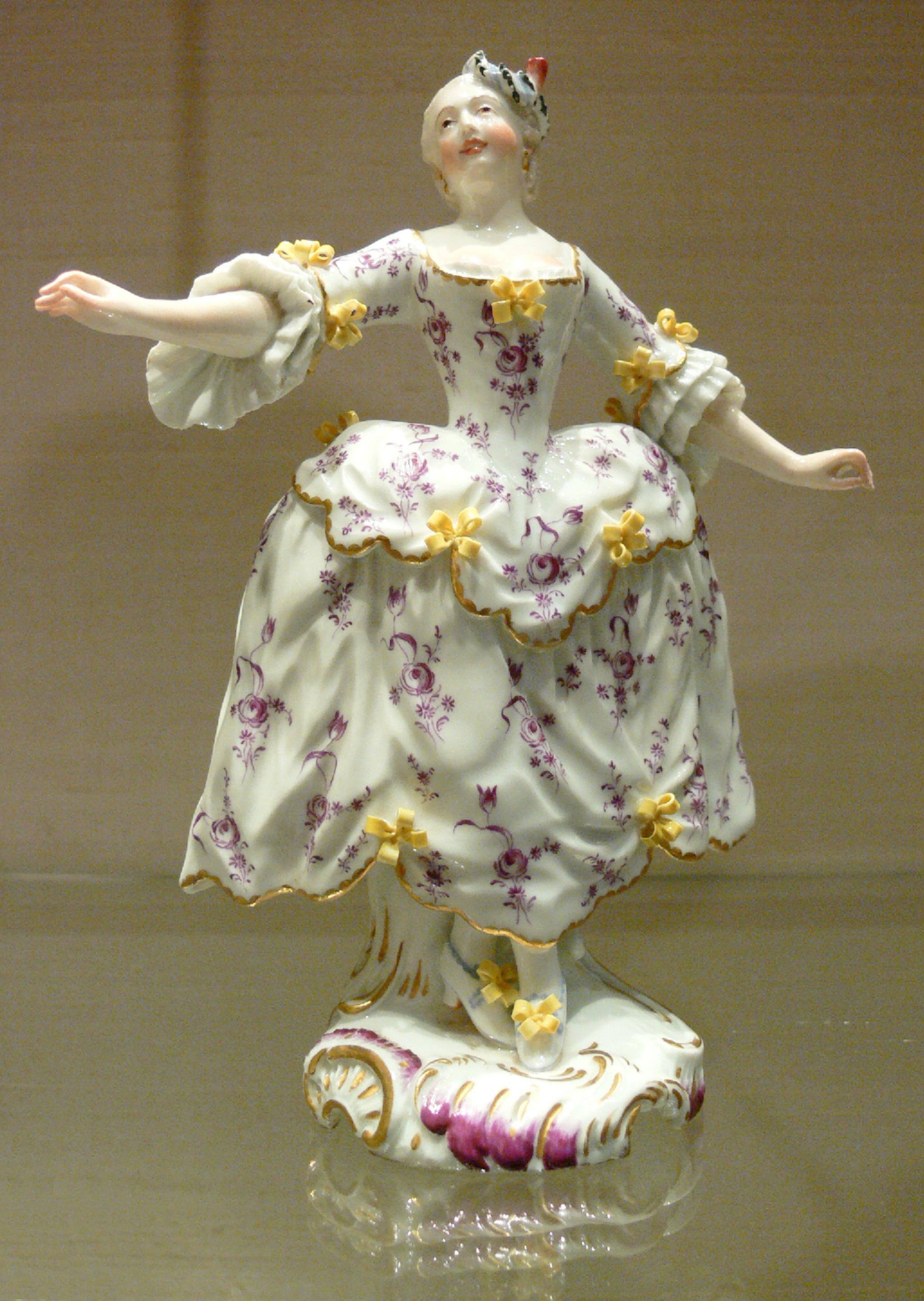